# (9250) Chamberlin
(9250) Chamberlin (4643 P-L) – planetoida z grupy pasa głównego asteroid okrążająca Słońce w ciągu 5,55 lat w średniej odległości 3,13 j.a. Odkryta 24 września 1960 roku.